# Eupogonius affinis
Eupogonius affinis es una especie de escarabajo longicornio del género Eupogonius, tribu Desmiphorini, subfamilia Lamiinae. Fue descrita científicamente por Breuning en 1942.

## Descripción
Mide 5 milímetros de longitud.

## Distribución
Se distribuye por Guatemala, México y Honduras.